# Vegetacijska doba
Vegetacijska doba (tudi rastna doba) je trajanje letne rastne dobe rastlin v času med dnem, ko povprečna dnevna temperatura zraka v spomladanskem času preide nad temperaturni prag 5 °C in dnem, ko v jesenskem času spet pade pod to vrednost.